# 아버지 (1961년 영화)
"아버지"는 한국에서 제작된 최훈 감독의 1961년 영화이다. 최무룡 등이 주연으로 출연하였고 함완섭 등이 제작에 참여하였다.

## 출연

### 주연
- 최무룡
- 엄앵란
- 김승호
- 주증녀

## 기타
- 조명: 이영수
- 미술: 이명수